# Franz Eler
Franz Eler (* zwischen 1550 und 1560 in Uelzen; † 21. Februar 1590 in Hamburg) war ein deutscher Pädagoge und Musikschriftsteller.

## Leben
Franz Eler war der Sohn des Rektors der Uelzener Lateinschule, Erasmus Eler († 1588). 1580 ist er als Student an der Universität Rostock nachweisbar; ein Jahr später erhielt Franz de scholemester anlässlich seiner Hochzeit eine Gratifikation der Hamburger Jakobikirche. Mindestens seit 1581 also war Eler bis zu seinem Tod an der Hamburger Gelehrtenschule des Johanneums als Lehrer tätig sowie als succentor, der mit dem Knabenchor der Schüler die liturgischen Gesänge einübte.

## Werk
Als Succentor stellte Eler unter dem Titel Cantica Sacra eine Sammlung von Chorstücken für den gottesdienstlichen Gebrauch zusammen, die 1588 erschien, der erste Hamburger Notendruck ist und eine weitreichende Bedeutung in der Geschichte der lutherischen Kirchenmusik in Norddeutschland besitzt. Die zugrundeliegende Liturgie ist dabei die der Hamburger Kirchenordnung des Johannes Aepinus, die dieser schon 1539 vorgelegt hatte, die aber erst 1556 in Kraft getreten war.
David Chyträus lobt in seinem Vorwort, dass Eler die Gesänge in pädagogischer Absicht nach den damals noch recht neuen zwölf Modi des glareanischen Systems klassifiziert. Wie die vergleichbare Psalmodia des Lucas Lossius (1553) waren die Cantica sowohl als Unterrichtswerk für die Schule und gleichzeitig als Chorbuch für die Hamburger Kirchen gedacht. Unklar bleibt bis heute der genaue Zusammenhang mit einem Manuskript des Hamburger Organisten Hieronymus Praetorius, der darin ein Jahr zuvor eine ähnliche Sammlung vorgelegt hatte.
Elers Sammlung ist in zwei deutlich voneinander unterschiedene Teile mit eigenem Titelblatt und unterschiedlichen Registern gegliedert: Der erste Teil, die eigentlichen Cantica, enthalten lateinische Chorstücke in der Art eines Liber Usualis, zunächst Stücke für das Ordinarium und dann nach dem Kirchenjahr von Advent an geordnete Propriumsteile. Am Ende der Einleitung finden sich Gottesdienstordnungen für Mette, Vesper und lutherische Messe. Für jeden Sonntag oder Festtag bietet Eler lateinische Propriumsgesänge für die erste Vesper (am Samstagabend bzw. Vorabend), die Mette am Sonntag- bzw. Festtagsmorgen, die Messe und die abschließende (zweite) Vesper. Als Besonderheit findet sich eine Sequenz (Laus tibi Christe qui es creator et redemtor) für den Maria-Magdalenen-Tag, der in Hamburg (wie in Lübeck) auch nach der Reformation zum Andenken an den Sieg in der Schlacht bei Bornhöved (1227) gefeiert wurde.
Im zweiten Teil, Psalmi D. Lutheri et aliorum Doctorum, bietet Eler 103 Choräle in einer niederdeutschen Fassung, vier davon verbunden mit einem traditionellen lateinischen Text: Puer natus/Ein Kind geborn, Surrexit Chrius hodie/Erstanden ist der heilig Christ, Ascendit Christus hodie/Gefahren ist der heilig Christ und Spiritus Sancti gratia/Des Heilig Geistes Gnaden.
Der Gebrauch der Cantica in den Hamburgischen Kirchen über Generationen hinweg bis um 1700 und ihre weite Verbreitung im norddeutschen Raum sorgten mit dafür, dass die lutherische Kirchenmusik an der Tradition des lateinischen Gesangs festhielt.

## Werke
- Cantica Sacra partim ex sacris Literis desvmpta, partim ab orthodoxis patribus et piis Ecclesiae Doctoribus composita, et in vsvm Ecclesiae et Iuventutis Scholasticae Hamburgensis Collecta, atque ad duodecim modos ex doctrina Glareani accomodata et edita ... Accesserunt in fine Psalmi Lutheri, et aliorum ejus seculi Doctorum, itidem Modis applicati. Hamburg: Jakob Wolff 1588 (DKL 1588, 14)

Digitalisat, Bayerische Staatsbibliothek
Nachdruck: Franz Eler: Cantica sacra. Mit einer Einleitung von Klaus Beckmann. Hildesheim: Olms 2002